# Cémentation (géologie)
Pour les articles homonymes, voir Cémentation.
Cet article possède un paronyme, voir cimentation.
 (novembre 2024).
Si vous disposez d'ouvrages ou d'articles de référence ou si vous connaissez des sites web de qualité traitant du thème abordé ici, merci de compléter l'article en donnant les références utiles à sa vérifiabilité et en les liant à la section « Notes et références ».
La cémentation est la précipitation de sels à la surface d'une nappe phréatique.